# Чижов, Матвей Афанасьевич
Матве́й Афана́сьевич Чижо́в (10 [22] ноября 1838, деревня Пудово, Подольский уезд, Московская губерния — 28 мая [10 июня] 1916, Петроград) — русский скульптор, видный представитель петербургского академизма пореформенной эпохи, ассоциируемый со школой Николая Рамазанова и Николая Пименова; мастер станковой пластики на жанровую тематику, также работал в области монументальной и мемориальной скульптуры. Академик (с 1873) и действительный член (с 1893; по новому уставу) Императорской Академии художеств, преподаватель петербургского училища барона Штиглица (в 1879–1910), статский советник (1911).

## Биография

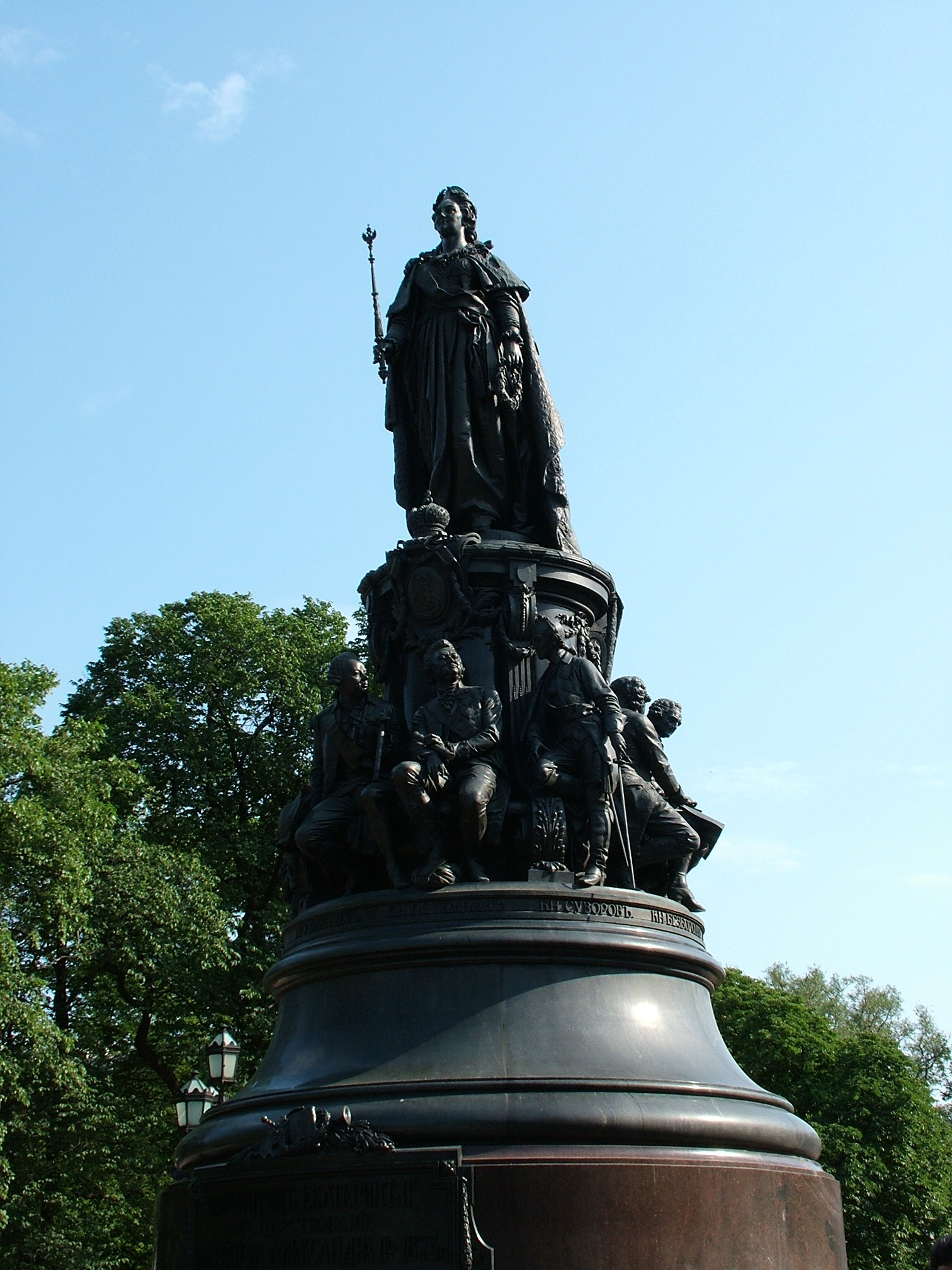
Памятник Екатерине II (Санкт-Петербург).

### Происхождение
Матвей Афанасьевич Чижов родился в семье крестьянина-каменотёса Афанасия Павловича Чижова и его жены Ирины Борисовны Чижовой (урожд. Рулевой), выкупившего свою семью из крепостного права. Родители крестили сына в церкви Всех Святых села Святино Подольского уезда Московской губернии, о чём свидетельствует книга метрических записей этой церкви.
В 1838 году Афанасий Чижов открыл в Москве на Введенском Иноверческом кладбище свою мастерскую надгробных памятников, а его жена осталась в деревне исполнять крестьянские работы и ухаживать за Матвеем и его сестрой. Будучи ещё пятилетним мальчиком, делал из глины фигурки животных, а с 11-летнего возраста помогал отцу в его работах и высекал надписи на мраморных и гранитных плитах.

### Образование
С августа 1851 по июнь 1854 года Матвей Чижов учился в лютеранском немецком училище при лютеранской церкви св. Михаила на Гороховом поле близ Немецкой улицы в Москве.
В то же время он посещал Строгановское училище технического рисования и, помимо того, упражнялся в лепке под руководством воспитанника этого училища, В. С. Бровского. Последний рекомендовал его профессору Московского училища живописи, ваяния и зодчества Николаю Рамазанову и упросил его принять даровитого юношу в ученики этого заведения.
Таким образом, Чижову удалось начать систематические занятия скульптурой. Несмотря на испытываемые им нужду и лишения, в мастерской Рамазанова он уже вскоре достиг больших успехов. В 1858 году, за вылепленный им горельеф «Борцы», Императорская Академия художеств присудила ему малую серебряную медаль, а через год после того, за другой горельеф, «Бичевание Спасителя», наградила его большой серебряной медалью.
При исполнении скульптурных работ для московского Храма Спасителя, Рамазанов взял Чижова к себе в помощники. Чижов, по рисункам и эскизам своего наставника, изготовил для собора горельеф «Сошествие Христа в ад», и кроме того, для двух других московских церквей, горельефы «Успение Пресвятой Богородицы» и «Святой Николай Чудотворец».
Приглашённый вскоре за тем Михаилом Микешиным к участию в работах по осуществлению проекта памятника тысячелетию России для Великого Новгорода, Чижов перебрался в Санкт-Петербург. Для памятника тысячелетию России он в итоге исполнил горельефы «Герои» и «Просветители» и треть горельефа «Государственные люди», а в Санкт-Петербурге с 1863 года продолжил своё образование в Императорской Академии художеств, где учился у Николая Пименова и барона Петра Клодта.
В академии Чижов получил последовательно две серебряные медали, малую и большую, за лепку с натуры, и малую золотую медаль (1865 год) за «Киевлянина, пробирающегося с уздечкой в руках через стан печенегов» (бронзовый экземпляр — в Государственном Русском музее). За ту же статую он получил золотую медаль, учреждённую госпожой Каменской для отличившихся в экспрессии.

### Пенсионерская поездкав Рим и дальнейшее творчество
Занятия в скульптурном классе академии не мешали Чижову исполнять различные частные заказы и работать для Микешина, между прочим, изготовить по его рисунку вспомогательную модель санкт-петербургского памятника Екатерине II и вылепить для этого монумента фигуру императрицы. Окончив академический курс в 1867 году со званием классного художника 1-й степени и с большой золотой медалью, полученной за вылепленный по заданной программе горельеф «Христос воскрешает сына Наинской вдовы» (ГРМ), талантливый скульптор отправился за границу в качестве пенсионера академии, посетил некоторые города Германии, Австрии и Италии, после чего на следующие шесть лет поселился в Риме.
В Риме Чижов много и плодотворно работал. Из многих работ, исполненных им в это время, наиболее замечательны:
- мраморные группы: «Игра в жмурки» (Русский музей), «Первая любовь», «Крестьянин в беде» (Третьяковская галерея)
- «Резвушка», распространённая во многих экземплярах (один из них, бронзовый, хранился в императорском дворце в Ливадии) — грациозная фигура девочки, перебирающейся по бревнышку через ручей.

Все эти произведения были выставлены в Петербурге; первые два принесли художнику в 1873 году звание академика ИАХ, третье, в 1874 году, золотую медаль, учреждённую при академии на средства А. Ржевской и Н. Демидова в награду за экспрессию, а четвёртое, в 1875 году, такую же медаль имени Виже-Лебрен и золотую медаль 3-го класса на Всемирной выставке 1878 года в Париже.
Вернувшись в Санкт-Петербург в 1875 году, Чижов через три года после этого стал преподавателем скульптуры в центральном училище технического рисования Штиглица, и получил место скульптора-реставратора при Эрмитаже.
С 1893 года Чижов был членом совета преобразованной Академии художеств.
Имел награды: орден Святой Анны 3-й степени (1883).
Был похоронен на Смоленском православном кладибще; могила не сохранилась.

## Творческое наследие
Помимо названных выше произведений Чижова к важнейшим его работам относятся:
- Надгробие поэта Н. А. Некрасова на кладбище Новодевичьего монастыря в Санкт-Петербурге.
- Памятник Александру II в Калише (не сохранился).
- Памятник Александру II в Саратове (фигура императора; не сохранился; из четырёх скульптурных групп по углам пьедестала, исполненных С. М. Волнухиным, сохранилась одна).
- Памятник Николаю I в Киеве (не сохранился).
- памятник графу М. Н. Муравьёву в Вильно (не сохранился).
- Памятник барону Л. Г. Кнопу перед Кренгольмской мануфактурой (не сохранился).
- бюсты императора Александра II, исполненные для здания суда в Харькове и для пермской Земской управы.
- бюст принца Петра Георгиевича Ольденбургского для Императорского училища правоведения.
- Бюст композитора М. И. Глинки для фойе Мариинского театра.
- Бюст живописца А. П. Боголюбова для училища барона Штиглица.
- Бюст мецената Ф. Г. Громова.
- Скульптурные группы «У колодца», «Урок чтения» и некоторые другие.

## Семья
Женился на Эмили Романовне Бринкман, с которой у них было трое детей: два сына и дочь. Матвей Матвеевич Чижов (1865-октябрь 1942) был архитектором. В 1896 году он окончил Академию художеств в Санкт-Петербурге с серебряной медалью.
Сын Константин (1874—1946) до революции состоял на службе в Техническом комитете Военного ведомства в качестве инженера для поручений. После революции участвовал в Гражданской войне в штабе 4-й Красной Армии, а затем был инспектором Высшей военной инспекции Реввоенсовета. Задолго до этого он женился на артистке Мариинского театра Надежде Петипа́, дочери знаменитого балетмейстера, причём обоим было по 18 лет и это стало неожиданностью для их родителей. У пары было пятеро детей, в частности, дочь Надежда Петипа-Чижова, драматическая артистка, актриса Свердловского драматического театра, Народная артистка РСФСР.

## Галерея

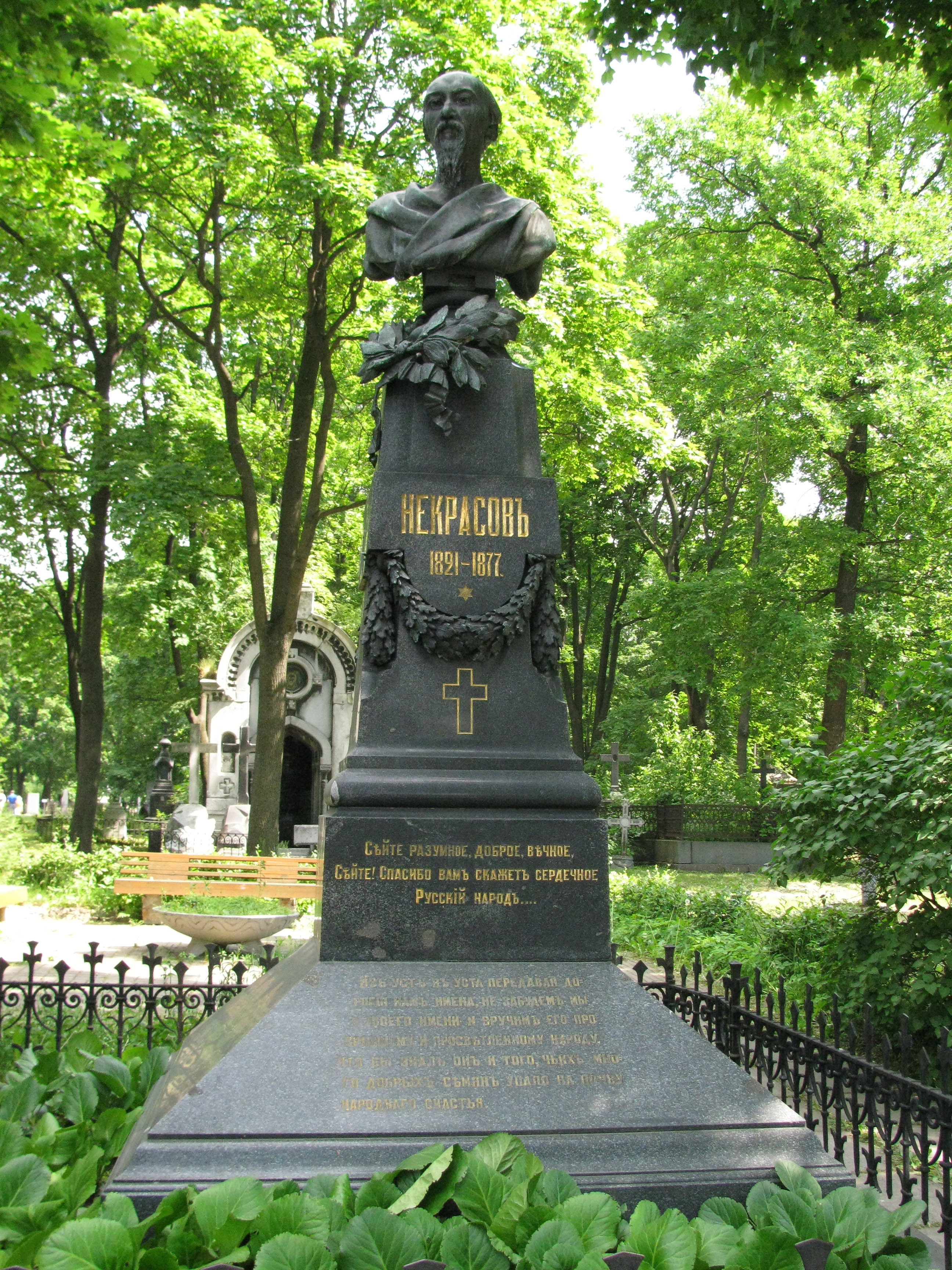
Надгробие поэта Н. А. Некрасова на кладбище Новодевичьего монастыря в Санкт-Петербурге.
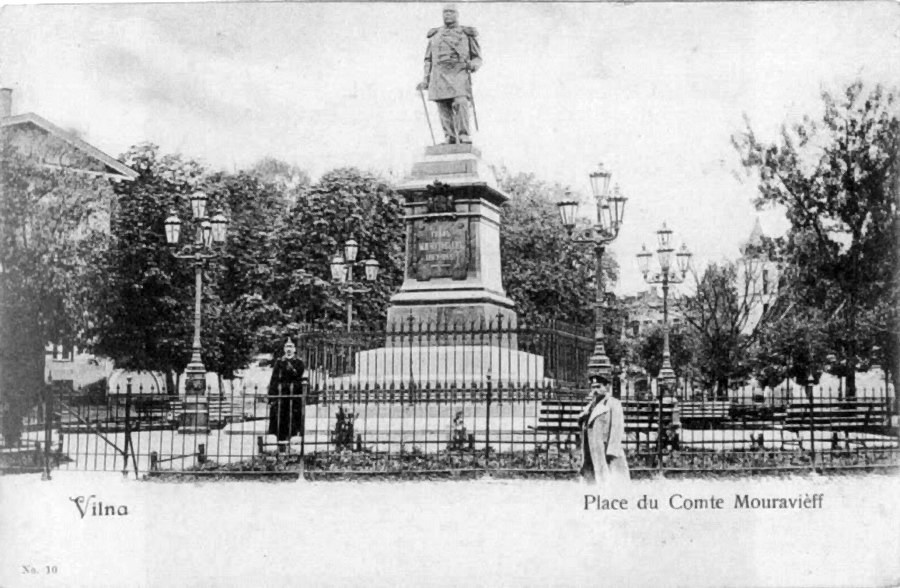
Памятник графу М. Н. Муравьёву в Вильно (не сохранился).
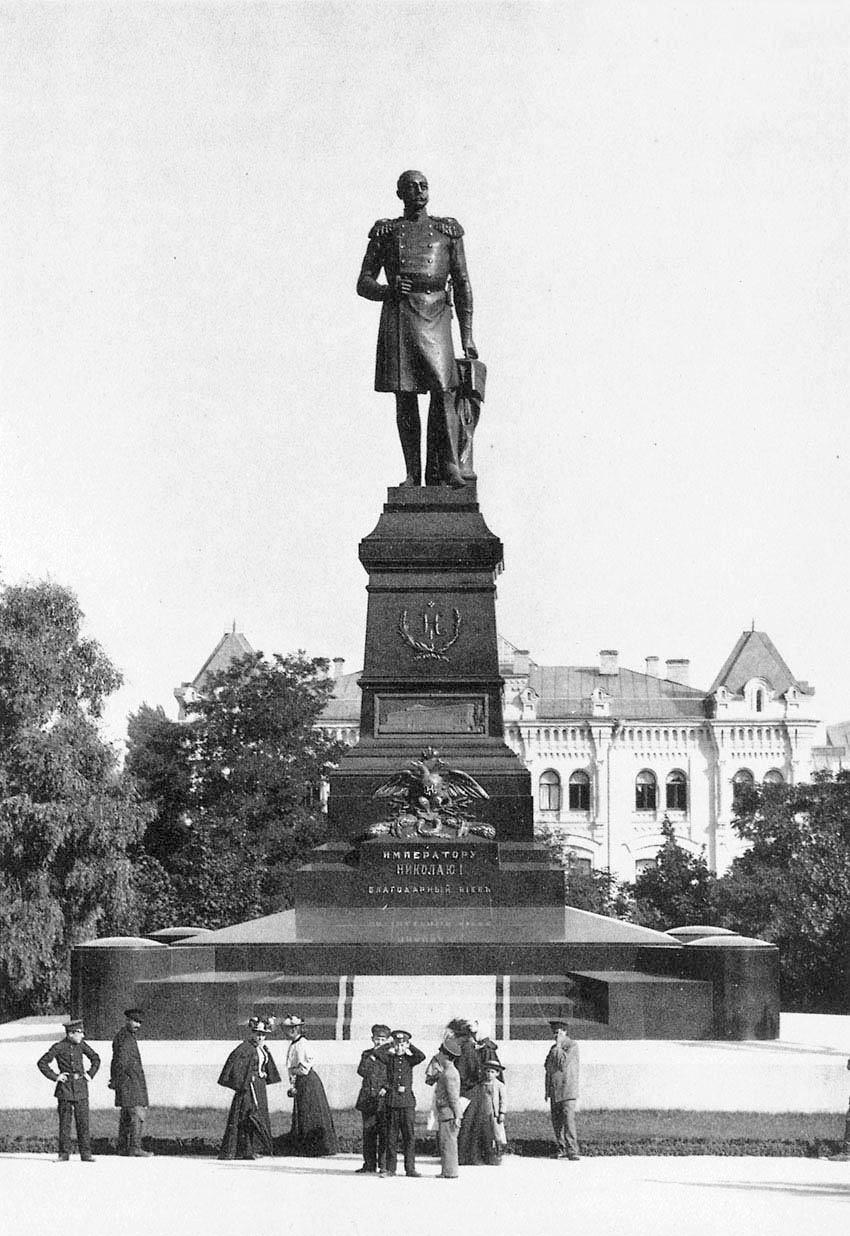
Памятник Николаю I в Киеве (не сохранился).
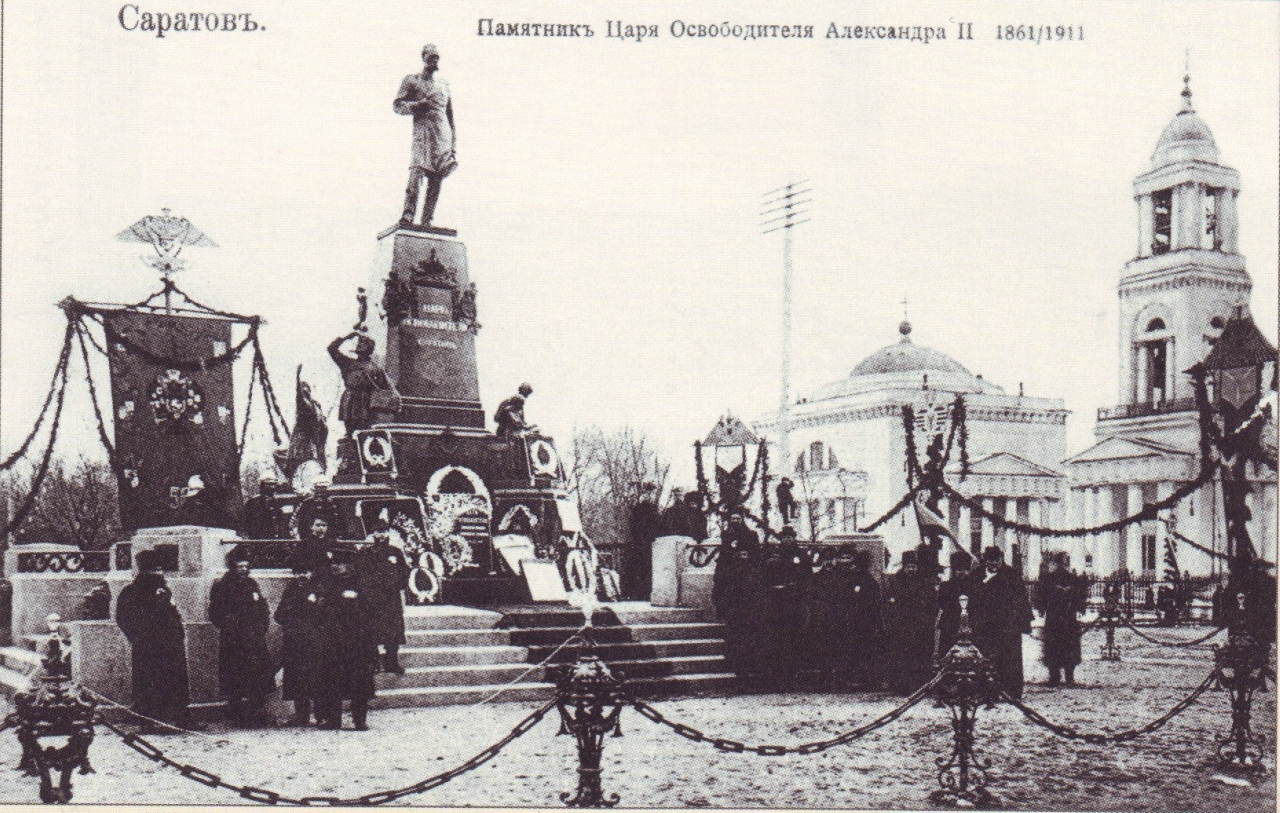
Памятник Александру II в Саратове (не сохранился).
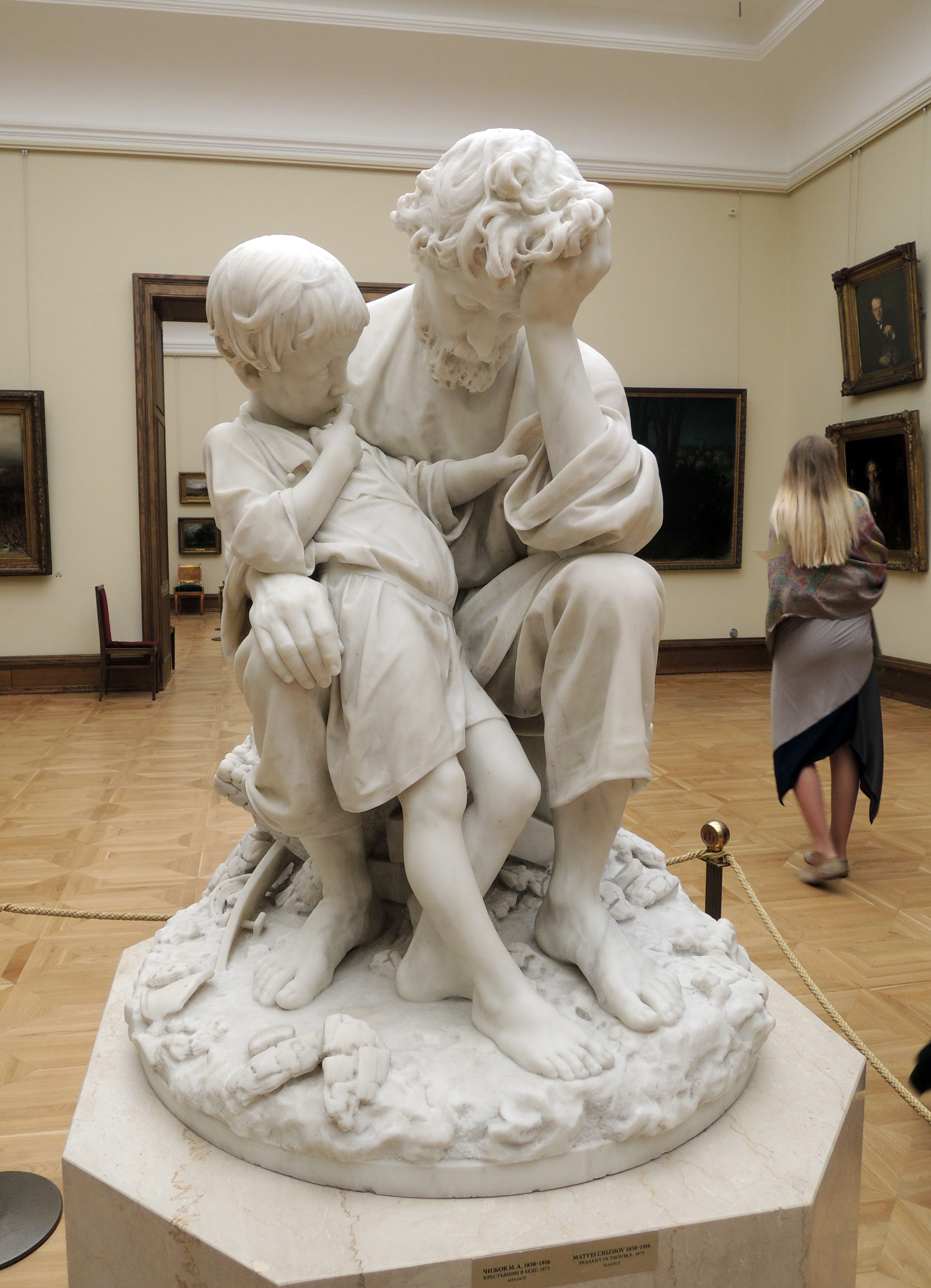
«Крестьянин в беде», 1873, Государственная Третьяковская галерея.
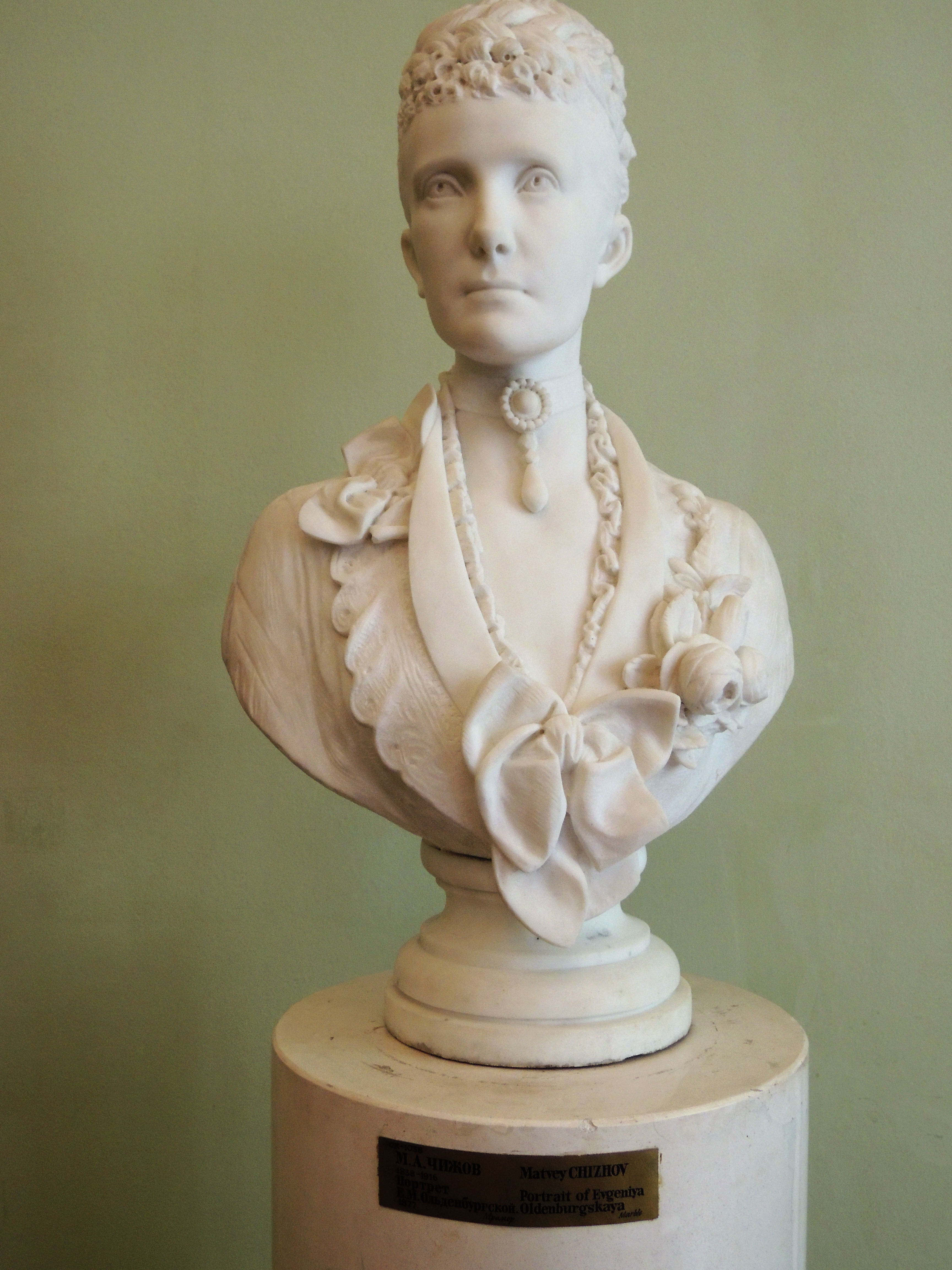
Бюст принцессы Евгении Максимилиановны Ольденбургской, Государственный Русский музей.
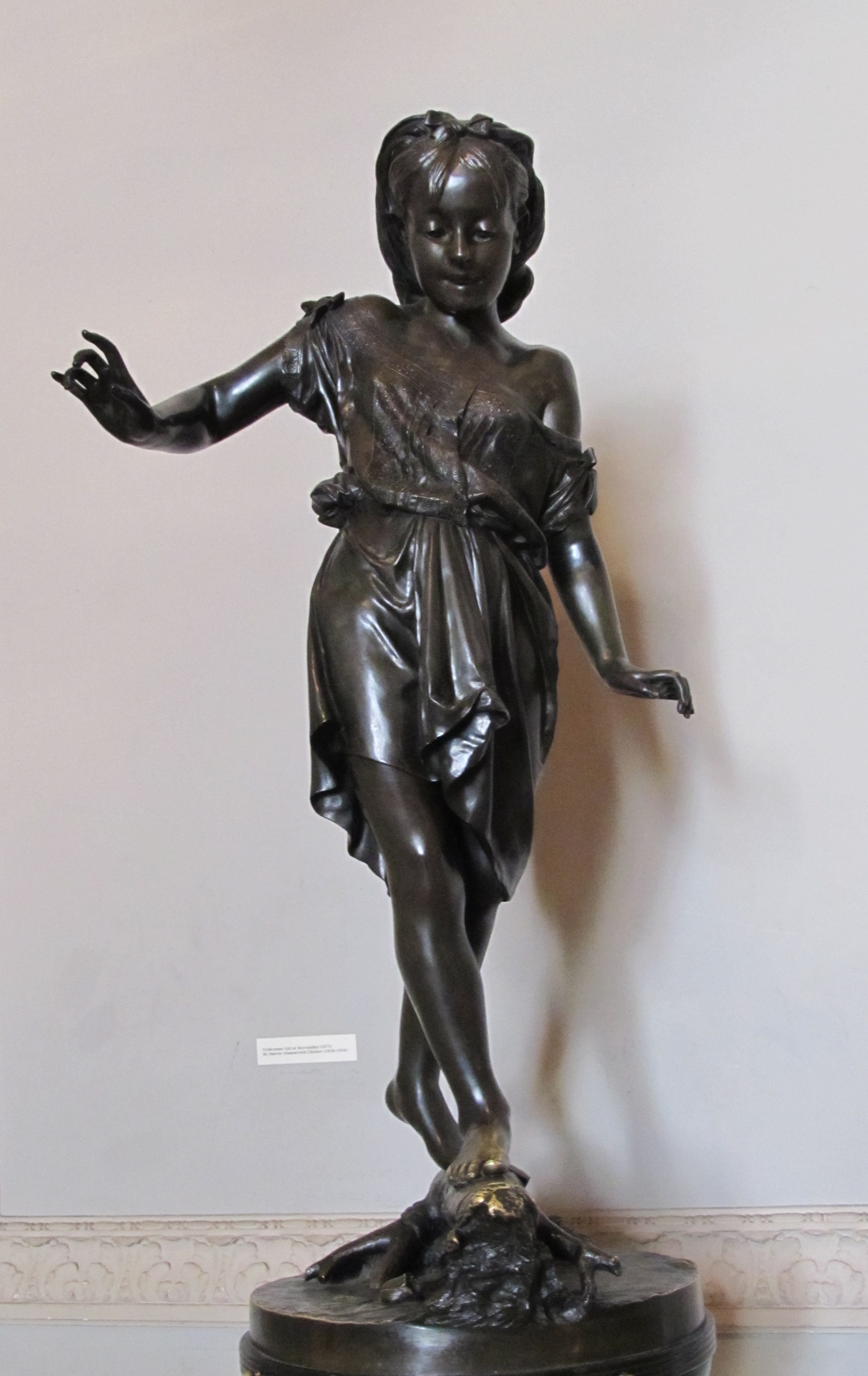
Резвушка. Нью-Йоркская публичная библиотека (другое авторское повторение находится в ГТГ).